# Leucorrhinia intermedia
Leucorrhinia intermedia – gatunek ważki z rodziny ważkowatych (Libellulidae).